# Bellingham (Massachusetts)
Bellingham – miasto w Stanach Zjednoczonych, w stanie Massachusetts, w hrabstwie Norfolk.